# Giordano da Clivio
Giordano di Clivio, detto anche Giordano da Clivio (Clivio, XI secolo – 4 ottobre 1120), è stato arcivescovo di Milano dal 1º gennaio 1112 fino alla sua morte.

## Biografia
Nato a Clivio, vicino a Varese, entrò nella Chiesa milanese molto giovane e venne ordinato in seguito suddiacono sotto l'arcivescovo Grossolano. Personaggio chiave della Milano di quei tempi, e famoso per aver scomunicato Enrico V.
Egli, nato nell'importante famiglia baronale lombarda dei de Clivio, studiò a Saint-Gilles, in Provenza, continuando la propria educazione in Francia, percorso tipico per i giovani rampolli delle famiglie milanesi dell'epoca. Richiamato nel 1111 da Olrico da Corte, il vicedominus, e ordinato presbitero il 1º settembre dal vescovo Arialdo di Genova. Grossolano partì per un pellegrinaggio alla volta della Terra Santa, lasciando Guazzone Comino e Amizone da Sala in carica con il vescovo Arderico di Lodi, e Giordano rivestì il ruolo di Vicario. Durante l'assenza dell'arcivescovo, il partito a lui opposto prese il sopravvento, lo depose, ed elesse Giordano al suo posto, il giorno di Capodanno. Nel febbraio del nuovo anno, il vescovo Landolfo d'Asti, consacrò il nuovo Arcivescovo, assieme con Arialdo e al vescovo Mainardo di Torino, rendendo omaggio a Giordano come suoi suffraganei. Solo il vescovo Atto di Acqui, e Arderico di Lodi si rifiutarono di riconoscere il nuovo vescovo, rimanendo leali a Grossolano. Il 6 dicembre, Mainardo formalmente depose Grossolano all'altare di Sant'Ambrogio. Giordano e il vescovo Bernardo di Pavia proclamarono una pace generale in Lombardia, di cui Giordano era da quel momento il metropolita. Egli ebbe quindi il riconoscimento di papa Pasquale II, che legittimizzò e regolarizzò la sua elezione.
Nell'agosto del 1113, Grossolano ritornò dal suo pellegrinaggio. Le tensioni si erano acuite a Milano, dove il vecchio arcivescovo aveva ancora dei sostenitori. Infine, l'11 marzo 1116, Pasquale dichiarò in definitiva che il trasferimento di Grossolano da Savona a Milano era da considerarsi nullo. Egli venne perciò riconfermato a Savona e Giordano venne confermato come il legittimo capo della Chiesa ambrosiana.
Giordano fu un fedele papista (poi di parte guelfa) e Milano sotto il suo governo divenne uno dei centri italiani più importanti dell'antimperialismo. Il suo episcopato vide crescere il potere della cittadinanza milanese. Nel 1116, vennero eletti per la prima volta dei consoli, assieme al potere secolare che era retto tradizionalmente dai vescovi. In una solenne cerimonia a Santa Tecla, Giordano scomunicò l'imperatore Enrico V.
Giordano ebbe un ruolo fondamentale nell'amministrazione delle diocesi suffraganee. Egli depose Armanno da Gavardo dall'episcopato di Brescia e vi elesse Villano. Depose Ugo da Noceto a Cremona e lo rimpiazzò con Oberto da Dovara. Egli intervenne nella successione episcopale di Como nel 1118 e iniziò una guerra della durata di nove anni (sino al 1127) tra le città di Milano e Como. Nella primavera del 1120, egli incontrò papa Callisto II a Tortona (il Papa era ritornato da un viaggio in Francia). Egli morì nello stesso anno e venne sepolto nella basilica milanese. Venne succeduto da Olrico, che in precedenza lo aveva richiamato dalla Provenza.

## Genealogia episcopale e successione apostolica
La genealogia episcopale è:
- Vescovo Mainardo
- Arcivescovo Giordano da Clivio

La successione apostolica è:
- Vescovo Ulrich von Kyburg-Dillingen (1118)